# Air Italy (2018)
Air Italy (voorheen: Meridiana) was een lagekostenmaatschappij met als thuishaven Luchthaven Olbia-Costa Smeralda op Sardinië in Italië. Meridiana is tevens hoofdaandeelhouder van Geasar S.p.A., de uitbater van de luchthaven van Olbia.

## Geschiedenis
De luchtvaartmaatschappij werd door de Aga Khan op 29 maart 1963 opgezet als Alisarda om het toerisme in Sardinië te bevorderen. Bij een reorganisatie werd zij een dochter van Fimpar SPA. Nu transporteert zij jaarlijks drie miljoen reizigers. Gedurende 2004 heeft Meridiana vier BAe 146-200's verruild voor geleende Airbus A319-100's, met planning op een vijfde Airbus.
In januari 2004 kondigde Meridiana aan dat ze van plan zijn om hun luchtvloot van McDonnell Douglas MD-82's te vervangen door 17 Airbus A320-200's.
In december 2004 kondigde Meridiana aan dat zij voldeed aan de levering van publieke diensten van en naar Sardinië. Diezelfde maand schortte de Italiaanse rechtbank dit contract echter op.

## Luchtvloot

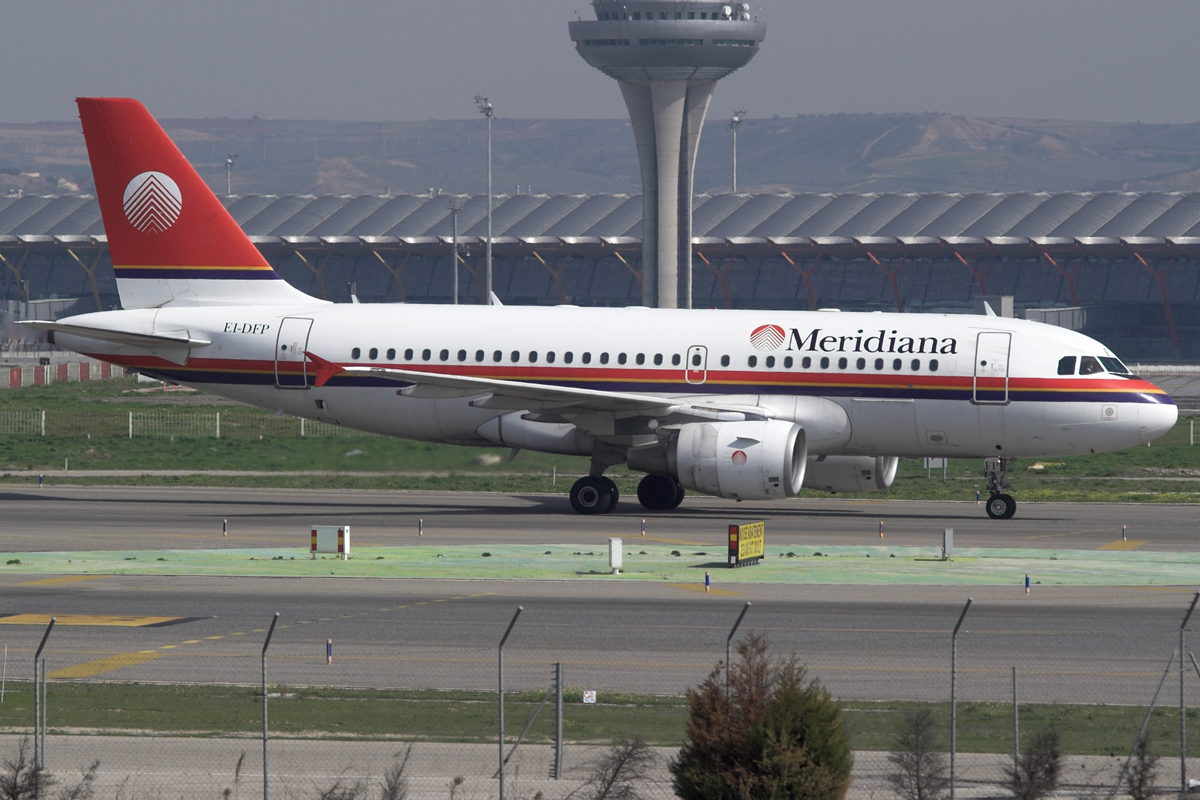
Meridiana Airbus A319 Madrid-Barajas

De luchtvloot van Air Italy bestaat uit de volgende vliegtuigen (2018):
- 1 Boeing 737-700
- 1 Airbus A330-203
- 7 Boeing 737-800
- 3 Boeing 767-300